# Tropidophis celiae
Espèce
Statut CITES
Tropidophis celiae est une espèce de serpents de la famille des Tropidophiidae.

## Répartition
Cette espèce est endémique de l'ouest de Cuba.

## Description
C'est un serpent vivipare.

## Étymologie
Cette espèce est nommée en l'honneur de Celia Puerta de Estrada, l'épouse de Alberto R. Estrada.

## Publication originale
- Hedges, Estrada & Díaz, 1999 : New snake (Tropidophis) from western Cuba. Copeia, vol. 1999, n. 2, p. 376-381.